# Messier 79
Messier 79 (còn gọi là M79 hay NGC 1904) là một cụm sao cầu trong chòm sao Thiên Thố. Pierre Méchain phát hiện ra nó vào năm1780. M79 nằm cách Trái Đất 41.000 năm ánh sáng và cách tâm thiên hà 60.000 năm ánh sáng.
Như Messier 54 (một cụm sao cầu nằm ngoài Ngân Hà trong danh lục của Messier), người ta cho rằng M79 trước đây không thuộc về Ngân Hà, mà nó thuộc về thiên hà lùn Đại Khuyển mà hiện tại đang trong quá trình sáp nhập vào Ngân Hà. Mặc dù vậy, các nhà thiên văn vẫn đang tranh cãi về bản chất của thiên hà lùn Đại Khuyển.